# Agrochola unicolor-brunnea
Agrochola unicolor-brunnea là một loài bướm đêm trong họ Noctuidae.